# Sverre I di Norvegia
Sverre I di Norvegia (Etne, 1145 – Bergen, 9 marzo 1202) fu re di Norvegia dal 1184 al 1202.

## Biografia
Molti lo considerano uno dei capi più importanti della storia norvegese. Egli assunse il potere come leader del gruppo ribelle, il Birkebeiner, durante la loro lotta contro re Magnus Erlingsson. Quando Magnus cadde nella battaglia di Fimreite nel 1184, Sverre governò come unico re di Norvegia. Dei contrasti con la Chiesa, tuttavia, portarono alla sua scomunica nel 1194. Un'altra guerra civile iniziò contro la chiesa di Bagler e durò oltre la morte di Sverre nel 1202.
La più importante fonte storica sulla vita di Sverre è la sua biografia, Sverris saga, in parte scritta quando Sverre era vivo e forse sotto sua dettatura. La corrispondenza epistolare tra il Papa e i vescovi norvegesi può essere usata come fonte alternativa quando si tratta di affari della Chiesa. La saga e le lettere in gran parte sono d'accordo sullo svolgersi dei fatti.
Sverre ebbe talento sia nella vita politica sia in quella militare. Le sue tattiche innovative spesso aiutarono i Birkebeiners contro gli avversari. Durante la battaglia infatti i suoi uomini operavano in piccoli gruppi, rendendo l'esercito Birkebeiners più mobile e flessibile.

### Origini
Nacque da Gunnhild e suo marito Unås, un fabbricante di pettini originario delle isole Faroe. Quando aveva cinque anni, la famiglia si trasferì nelle Far Oer, dove venne allevato a Kirkjubøur in casa di Roe, fratello di Unas e vescovo delle Fær Øer. Fu qui che Sverre studiò per il sacerdozio e dove venne poi ordinato. Sverre, tuttavia, non era adatto per la vita sacerdotale, e inoltre, nel 1175, sua madre rivelò che Sverre era in realtà il figlio di re Sigurd II di Norvegia. L'anno seguente, Sverre tornò in Norvegia.

### Le guerre civili
Nel 1176 la Norvegia si stava lentamente riprendendo da decenni di guerre civili, scatenate per lo più dalla mancanza di chiarezza delle leggi sulla successione; infatti avevano pari diritto di salire sul trono sia i figli legittimi che quelli naturali. Capitava così che coesistessero più regnanti e che eventuali litigi tra loro dessero luogo a vere e proprie guerre tra fazioni diverse.
Sverre sposò Margherita Eriksdotter di Svezia, figlia di Erik IX di Svezia, da cui ebbe la figlia Kristina.
Così, quando Sverre arrivò in Norvegia trovò la prospettiva di innescare una rivolta per far valere i suoi diritti ereditari. Viaggiò verso est per raggiungere la Svezia, dove si incontrò con il governatore locale, Birger Brosa, che aveva sposato la sorella di Sigurd II di Norvegia Brigit Haraldsdotter. Sverre rivelò all'ospite le sue pretese al trono, ma Birger era restio a dare qualsiasi aiuto. Egli infatti sosteneva già un altro gruppo, i Birkebeiner. Questo gruppo era nato nel 1174 sotto la guida di Øystein Møyla che sosteneva di essere il figlio del re Øystein II di Norvegia.
Avevano ricevuto il nome di Birkebeiners perché la loro povertà impose ad alcuni di loro di usare al posto delle scarpe la corteccia della betulla. Ma nel gennaio 1177 il Birkebeiners ricevette una pesante sconfitta nella battaglia di Re (Slaget på Re) in cui Øystein perse la vita. Sverre si incontrò con i membri superstiti a Värmland. Dopo alcuni dubbi iniziali, Sverre si lasciò convincere a diventare il prossimo leader del Birkebeiners.

## L'ascesa al potere
Quando Sverre incontrò il Birkebeiners, il gruppo era formato da una settantina di membri rappresentati da vagabondi e briganti. Durante i primi anni come loro leade, Sverre e i suoi uomini furono quasi costantemente in movimento. Il Birkebeiners era infatti generalmente considerato dalla popolazione un gruppo di ribelli con scarse possibilità di successo, radunava infatti contadini che non erano all'altezza di sostenere una battaglia ed erano pertanto quasi sempre messi in fuga.
Nel giugno 1177 Sverre prima condusse i suoi uomini a Trøndelag e poi a Øreting dove Sverre venne proclamato re. Dal momento che questo era il luogo in cui veniva scelto un re, la manifestazione ebbe un importante peso simbolico.
Il Birkebeiners si spostò di nuovo. A Voss, tuttavia, il Birkebeiners cadde in un'imboscata tesa dai contadini locali. Anche se il Birkebeiners vinse, il gruppo dovette di nuovo spostarsi. Dopo una fuga verso sud, i ribelli incontrarono e sconfissero l'esercito di Magnus. Nel 1179 Magnus e Erling Skakke attaccarono di nuovo il Birkebeiners che, con astuzia, fuggì verso sud: Magnus e i suoi uomini pensarono di averli sconfitti. I due eserciti si scontrarono di nuovo il 19 giugno nella battaglia di Kalvskinnet. Erling Skakke rimase ucciso e la battaglia si concluse con una netta vittoria di Sverre. Questa vittoria assicurò al nuovo re e ai suoi alleati la possibilità di soggiornare a Trøndelag senza essere costretti a muoversi ancora.

### La vittoria sul Heklungs
Dopo la vittoria riportata a Kalvskinnet, gli abitanti di Trøndelag accettarono Sverre come loro re e fornirono ulteriori forze militari. Ora le due parti in guerra erano quantitativamente più simili. I seguaci di Magnus acquisirono il soprannome Heklungs. Il nome deriva forse dal termine Hekle  che in norreno indica l'abito monacale: il nome quindi indica presumibilmente lo stretto legame tra il partito di Magnus e la Chiesa.
Si susseguirono altre battaglie. Nella primavera del 1180 Magnus attaccò nuovamente Trøndelag. Nella battaglia di Ilevollene, appena fuori di Nidaros, gli Heklungs vennero sconfitti e Magnus fuggì in Danimarca. Con Magnus fuori del paese, Sverre navigò a sud e si impadronì di Bergen. Determinato a ottenere una vittoria decisiva contro il Birkebeiners, Magnus tornò con la sua flotta l'anno seguente. Le due forze si incontrarono in mare il 31 maggio 1181 nella battaglia di Nordnes, che si concluse con una vittoria importante per il Birkebeiners. Gli Heklungs fuggirono quando credettero erroneamente che Magnus era rimasto ucciso.
Con il suo esercito in cattive condizioni, Sverre decise di ritirarsi a Trøndelag. Alcuni tentativi di trattative vennero avviate ma senza successo. Magnus infatti non avrebbe mai accettato Sverre come co-re né Sverre poteva accettare di diventare vassallo di Magnus. Dato che Magnus controllava la Norvegia occidentale, divenne problematico per Sverre mantenere i suoi uomini. Decise quindi di portarli a Viken lasciando che ne saccheggiassero le terre.
Magnus sfruttò l'assenza di Sverre, fece irruzione a Trøndelag riuscendo a bruciare la sua flotta. Sverre dovette allora tornare per non perdere il suo unico punto d'appoggio sicuro. Durante l'estate del 1182, Magnus tentò di prendere Nidaros ma fu respinto riportando gravi perdite. Sverre mise in atto un vasto programma di costruzione navale. Senza una flotta infatti, egli non poteva avere speranze di ampliare la sua influenza verso sud. Nella primavera del 1183 Sverre attaccò Bergen con parti della sua nuova flotta. Evitando di essere scoperti dal nemico, prese il Heklungs alla sprovvista, attaccando la loro flotta. Magnus fuggì in Danimarca, lasciando la corona e lo scettro alle sue spalle.
Sverre aveva costruito la più grande nave in quel momento, il Mariasuda. A causa della sua grande mole, la navigabilità della Mariasuda era piuttosto scarsa e risultava utile solo negli stretti fiordi. All'inizio della primavera del 1184, Magnus tornò a Viken dalla Danimarca con nuove navi. In aprile navigò a nord verso Bergen. Contemporaneamente, Sverre andò a Sogn per sedare una rivolta locale ed era ancora lì quando Magnus venne a Bergen nel mese di giugno. Le due flotte si incontrarono il 15 giugno a Fimreite nello stretto di Sognefjord. Magnus disponeva di diverse grandi navi ma nessuna grande come la Mariasuda. Mentre il Mariasuda attaccava la metà della flotta nemica, il resto attaccò le navi nemiche periferiche. Il panico cominciò a diffondersi e gli Heklungs fuggirono a bordo delle loro navi più grandi. Queste navi però divennero presto sovraccariche e iniziarono ad affondare. Molti uomini feriti e stanchi non riuscirono nuotare e annegarono, tra cui il re Magnus.
La maggior parte della leadership degli Heklung cadde in battaglia assieme ad un grande numero di uomini. Senza leader, gli Heklungs era ormai allo sfascio. Sverre poteva finalmente, dopo sei lunghi anni lotta, affermarsi come unico re incontrastato della Norvegia.

### Un regno da costruire
Diventato re incontrastato di Norvegia, Sverre lavorò per consolidare il suo potere. Mise i suoi uomini fedeli in posizioni elevate in tutto il regno e strinse alleanze matrimoniali negoziando tra la vecchia e la nuova nobiltà. Sverre si sposò con Margherita, figlia di Erik il Santo e sorella del re Canuto I di Svezia.
La riconciliazione fu molto difficile in quanto la maggior parte delle grandi dinastie nobili aveva perso i propri membri e grande era la sete di vendetta. Inoltre, il fatto che molte persone di origine plebea erano state elevate a nobili era difficile da accettare per la vecchia nobiltà. La pace dunque non sarebbe durata a lungo.

### Kuvlungs e Øyskjeggs
Nell'autunno 1185 fiorì a Viken il Kuvlungs. Il loro capo, Jon Kuvlung, era un ex monaco e affermò di essere figlio di Inge I di Norvegia. Questo gruppo può considerarsi, per molti versi, il successore del Heklung, essendo molti dei suoi membri ex Heklungs. Il Kuvlungs presto acquisì il controllo della Norvegia orientale e occidentale. Nell'autunno del 1186, il Kuvlungs attaccò Nidaros. Questa offensiva colse di sorpresa Sverre, che si rifugiò a Sion dove sorgeva un castello di recente costruzione.
I Kuvlungs, incapaci di prendere il castello, furono costretti a ritirarsi. Nel 1188 Sverre navigò verso sud con una grande flotta. Il loro primo incontro avvenne a Tønsberg ma nessuna delle due parti osò aprire la battaglia. Il Kuvlung fuggì via a Bergen, Sverre attaccò Bergen poco prima di Natale: Jon Kuvlung venne ucciso e si concluse la storia del Kuvlung. Seguirono alcune rivolte minori che però vennero soppresse su scala locale. La minaccia grave successiva arrivò nel 1193 con il Øyskjeggs. Questo gruppo come pretendente al trono Sigurd, un bambino che sosteneva di essere il figlio bastardo di Magnus V di Norvegia. Il vero leader fu però Hallkjell Jonsson che era il cognato di Magnus.
Cospirando con il Conte di Orkney, Harald Maddadsson, Hallkjell raccolse la maggior parte dei suoi uomini sulle isole Orcadi e Shetland, da cui il gruppo prese il suo nome. Dopo che si stabilirono a Viken, il Øyskjeggs si diresse a Bergen. Anche se occuparono la città e le regioni circostanti, le forze del Birkebeiner mantennero il castello di Sverresborg. Nella primavera del 1194 Sverre andò verso sud per affrontare il Øyskjeggs. Le due flotte si scontrarono il 3 aprile nella battaglia di Florvåg. Qui l'esperienza dei veterani Birkebeiners risultò decisiva: Hallkjell morì con la maggior parte dei suoi uomini.

### Sverre e la chiesa
La Chiesa di Norvegia era stata organizzata sotto l'Arcivescovato di Nidaros nel 1152. Øystein Erlendsson, che era divenuto arcivescovo nel 1161, era stato uno dei principali sostenitori di Magnus V. In cambio, la chiesa ricevette la propria indipendenza e numerosi altri privilegi. Øystein era tornato a Nidaros dall'Inghilterra nel 1183 e durante i suoi ultimi anni mantenne uno stato di tregua tra la Chiesa e il re. Quando Øystein morì il 26 gennaio 1188, Eirik Ivarsson, vescovo di Stavanger, venne eletto come suo successore.
Sverre ora probabilmente sperava che il suo rapporto con la chiesa potesse migliorare. Egli quindi chiese a Eirik di essere incoronato. Tuttavia, agli occhi di Eirik, Sverre era poco più che un usurpatore e regicida. Sverre creò un elenco di privilegi che erano in contrasto con la legge della Chiesa fatta da Sant'Olav, il fondatore tradizionale della Chiesa norvegese.
Eirik predicò contro il re e inviò lettere di denuncia al Papa. Nel 1190 Sverre tentò di imporre all'arcivescovo la sottomissione, sostenendo che Eirik aveva violato la legge avendo 90 uomini armati al suo servizio. Secondo la legge infatti, la guardia dell'arcivescovo non poteva superare i 30 uomini. Piuttosto che sottostare alla volontà del re, Eirik fuggì a Lund, dove l'arcivescovo danese aveva la sua sede. Da lì inviò una delegazione a Roma, chiedendo al papa un consiglio.
Con l'arcivescovo assente, Sverre cercò di sottomettere i vescovi, in particolare Nikolas Arnesson. Nikolas era il fratellastro di Inge I di Norvegia ed era diventato vescovo di Oslo nel 1190 contro il desiderio di Sverre. Dopo la distruzione del Øyskjeggs a Florvåg, Sverre organizzò un incontro con Nikolas dove affermò di avere la prova che il vescovo aveva agito in collusione con la Øyskjeggs. Il re accusò Nikolas di tradimento e minacciò di applicare severe punizioni. Nikolas allora, il 29 giugno, insieme agli altri vescovi, incoronò Sverre re di Norvegia. Il sacerdote domestico di Sverre venne invece eletto Vescovo di Bergen.
Nel frattempo, l'arcivescovo Eirik aveva finalmente ricevuto una risposta da Roma. In una lettera del 15 giugno 1194, Papa Celestino III confermò le accuse rivolte contro Sverre da Eirik. Sverre inviò allora il fedele Tore, vescovo di Hamar, a Roma per perorare la sua causa davanti al papa. Tornato nei primi mesi del 1197 portò una lettera papale che annullava la scomunica di Sverre.
Con la morte di papa Celestino, nel gennaio 1198, il conflitto entrò in una breve pausa fino a quando il nuovo papa, Innocenzo III riaprì il conflitto. Nel mese di ottobre, Innocenzo III pose la Norvegia sotto interdizione e accusò di falso la lettera che venne portata a Sverre. Egli inviò lettere di ammonimento ai re vicini di non sostenere Sverre. Sia la Svezia che l'Inghilterra invece fecero il contrario.

### La guerra contro il Bagler
Durante la primavera del 1196 fu formato a Halør in Danimarca il partito di Bagler contro Sverre. I suoi capi erano Arnesson Nikolas, il nobile Reidar Sendemann di Viken e Sigurd Jarlsson, un figlio naturale di Erling Skakke. Eirik diede il suo appoggio. Come loro re scelsero Inge Magnusson, presumibilmente il figlio di Magnus V.
Sverre si trovava a Viken e presto le due forze si incontrarono. Sverre diede al suo figlio maggiore, Sigurd Lavard, l'incarico di custodire una balista che aveva fatto costruire. Tuttavia un attacco a sorpresa notturno distrusse l'arma e costrinse alla fuga Sigurd e i suoi uomini. Sverre non diede mai più al figlio altro comando. Dopo alcuni combattimenti non decisivi, Sverre navigò verso nord. Nel 1197 il Birkebeiner attaccò Oslo il 26 luglio e dopo molte perdite da entrambe le parti i Baglers vennero costretti a fuggire nell'entroterra. Sverre si ritirò a Bergen, dove aveva deciso di trascorrere l'inverno. Questa decisione si rivelò un errore fatale. Il Baglers nel frattempo aveva viaggiato via terra da nord a Trøndelag dove aveva trovato poca opposizione. La guarnigione di Sverresborg resistette per un po' fino a quando il loro comandante Torstein Kugad cambiò schieramento e lasciò che il Baglers entrasse nel castello.
Nel 1198 Sverre cercò di riconquistare Trøndelag. Questa volta però il re aveva poche navi e nella battaglia che ne seguì i Birkebeiners vennero battuti. Dopo la sua sconfitta, Sverre zoppicando tornò a Bergen la cui fortezza si rivelò inespugnabile dando ai Birkebeiners una sicura base. L'estate successiva il Baglers diede però fuoco a Bergen. La distruzione fu totale, anche le chiese vennero bruciate. Di fronte alla fame, Sverre andò via con la maggior parte dei suoi uomini a Trøndelag. A Trøndelag, la maggior parte della popolazione era ancora fedele a Sverre e gli offrì una flotta nuova. Il Baglers entrò nel fiordo di Trondheims all'inizio di giugno. Il 18 giugno 1199 le due flotte si scontrarono nella battaglia di Strindafjord. Qui Sverre ottenne una vittoria schiacciante e i Baglers superstiti fuggirono in Danimarca.
All'inizio dell'anno successivo, una sollevazione popolare mosse contro Sverre. Questo esercito contadino era inesperto e senza organizzazione e non poteva competere con gli agguerriti Birkebeiners. In una battaglia combattuta il 6 marzo 1200 i contadini vennero sconfitti. Presto i Baglers ripresero il controllo sulla Norvegia orientale. Nella primavera del 1201, Sverre salpò per la sua ultima campagna. Nel mese di settembre stabilì un campo base a Tønsberg e pose l'assedio alla fortezza di Tønsberg che era stato presidiato da Reidar Sendemann e i suoi uomini. Il 25 gennaio Reidar e i suoi uomini si arresero e Sverre fece ritorno a Bergen.

### La morte
Durante il viaggio di ritorno Sverre si ammalò e quando raggiunsero Bergen, il re era ormai moribondo. Sul suo letto di morte, Sverre nominò il suo unico figlio vivente, Haakon III, suo erede e in una lettera gli consigliò di cercare la riconciliazione con la Chiesa.

## Ascendenza
|                       |   |   | Genitori |  |  | Nonni |  |  | Bisnonni               |  |  | Trisnonni            |  |
|                       |   |   |          |  |  |       |  |  | Magnus III di Norvegia |  |  | Olaf III di Norvegia |  |
|                       |   |   |          |  |  |       |  |  | Magnus III di Norvegia |  |  | Olaf III di Norvegia |  |
|                       |   | … |          |  |  |       |  |  | Magnus III di Norvegia |  |  |                      |  |
| Harald IV di Norvegia |   |   |          |  |  |       |  |  | Magnus III di Norvegia |  |  |                      |  |
|                       |   | … | …        |  |  |       |  |  |                        |  |  |                      |  |
|                       |   | … | …        |  |  |       |  |  |                        |  |  |                      |  |
|                       |   | … | …        |  |  |       |  |  |                        |  |  |                      |  |
| Sigurd II di Norvegia |   | … |          |  |  |       |  |  |                        |  |  |                      |  |
|                       |   | … | …        |  |  |       |  |  |                        |  |  |                      |  |
|                       |   | … | …        |  |  |       |  |  |                        |  |  |                      |  |
|                       |   | … | …        |  |  |       |  |  |                        |  |  |                      |  |
| Thora Guttermsdotter  |   | … |          |  |  |       |  |  |                        |  |  |                      |  |
|                       |   | … | …        |  |  |       |  |  |                        |  |  |                      |  |
|                       |   | … | …        |  |  |       |  |  |                        |  |  |                      |  |
|                       |   | … | …        |  |  |       |  |  |                        |  |  |                      |  |
| Sverre I di Norvegia  |   | … |          |  |  |       |  |  |                        |  |  |                      |  |
|                       | … | … |          |  |  |       |  |  |                        |  |  |                      |  |
|                       | … | … |          |  |  |       |  |  |                        |  |  |                      |  |
|                       | … | … |          |  |  |       |  |  |                        |  |  |                      |  |
| …                     | … |   |          |  |  |       |  |  |                        |  |  |                      |  |
|                       |   | … | …        |  |  |       |  |  |                        |  |  |                      |  |
|                       |   | … | …        |  |  |       |  |  |                        |  |  |                      |  |
|                       |   | … | …        |  |  |       |  |  |                        |  |  |                      |  |
| Gunnhild              |   | … |          |  |  |       |  |  |                        |  |  |                      |  |
|                       |   | … | …        |  |  |       |  |  |                        |  |  |                      |  |
|                       |   | … | …        |  |  |       |  |  |                        |  |  |                      |  |
|                       |   | … | …        |  |  |       |  |  |                        |  |  |                      |  |
| …                     |   | … |          |  |  |       |  |  |                        |  |  |                      |  |
|                       |   | … | …        |  |  |       |  |  |                        |  |  |                      |  |
|                       |   | … | …        |  |  |       |  |  |                        |  |  |                      |  |
|                       |   | … | …        |  |  |       |  |  |                        |  |  |                      |  |
|                       |   | … |          |  |  |       |  |  |                        |  |  |                      |  |